# Coast to Coast Street Rod
Coast to Coast Street Rod – kanadyjska marka samochodów. Firma od 1996 roku produkuje street rodsy – repliki przedwojennych Fordów.

## Auta

### Repliki na specjalnym podwoziu
- 32 3 Windows Coupe – coupe z 1932 r.,
- 32 Convertible – kabriolet z 1932 r.,
- 37 Sedan – sedan z 1937 r.,
- 37 Convertible – kabriolet z 1937 r.,
- 37 Roadster – roadster z 1937 r.,
- 39 Sedan – sedan z 1939 r.,
- 39 Convertible – kabriolet z 1939 r.,
- 39 Roadster – roadster z 1939 r.

### Repliki na oryginalnym podwoziu
- High Impact II – roadster w stylu Forda z 1933 roku

## Dealerzy

### Autoryzowani dealerzy dla High Impact II, 37 i 39 Ford
- Autoworks: Delaware, New Jersey, New York (USA);
- Skinny's Garage llc.: Michigan, Ohio, Illinois, Indiana (USA)

### Autoryzowani dealerzy dla 32 Ford
- American Classics: Pensylwania (USA);
- Autoworks: Delaware, New Jersey, Nowy York (USA);
- AJ's Sports Car: Vermont (USA);
- Skinny's Garage llc.: Michigan, Ohio, Illinois, Indiana (USA)

### Inni
Dodatkowo Coast to Coast ma dealerów w Australii – Rad Riders Rod & Custom Garage.